# Scaevatula
Scaevatula is een geslacht van weekdieren uit de klasse van de Gastropoda (slakken).

## Soorten
- Scaevatula amancioi Rolán & Fernandes, 1993
- Scaevatula pellisserpentis Gofas, 1990